# Wu Tung-lin
Wu Tung-lin (吳東霖T, Wú Dong-línP) (Taichung, 12 maggio 1998) è un tennista taiwanese.
Ha vinto alcuni tornei nei circuiti minori sia in singolare che in doppio. I suoi migliori ranking ATP sono il 158º posto in singolare dell'aprile 2023 e il 246° in doppio dell'ottobre 2022.
Nel 2017 ha fatto il suo esordio nella squadra di Taipei Cinese di Coppa Davis, mentre il suo esordio nel circuito maggiore risale al 2021. Nel 2023 ha vinto il primo incontro in un tabellone principale dell'ATP Tour sconfiggendo il nº 46 del mondo Aleksandr Bublik all'Indian Wells Open.

## Statistiche
Aggiornate al 24 aprile 2023.

### Tornei minori

#### Singolare

##### Vittorie (3)
| Legenda tornei minori |
| Challenger (1)        |
| ITF (2)               |

| N. | Data           | Torneo                              | Superficie  | Avversario in finale | Punteggio |
| 1. | 24 aprile 2022 | Tallahassee Challenger, Tallahassee | Terra rossa | Michael Mmoh         | 6–3, 6–4  |

##### Finali perse (9)
| Legenda tornei minori |
| Challenger (6)        |
| ITF (3)               |

| N. | Data              | Torneo                                 | Superficie  | Avversario in finale | Punteggio        |
| 1. | 10 marzo 2019     | Santiago Challenger, Santiago del Cile | Terra rossa | Hugo Dellien         | 7–5, 6(1)–7, 1–6 |
| 2. | 19 settembre 2021 | Istanbul Challenger II, Istanbul       | Cemento     | James Duckworth      | 4–6, 2–6         |
| 3. | 5 giugno 2022     | Little Rock Challenger, Little Rock    | Cemento     | Jason Kubler         | 0–6, 2–6         |
| 4. | 13 novembre 2022  | Ehime International Open, Matsuyama    | Cemento     | Hong Seong-chan      | 3–6, 2–6         |
| 5. | 7 gennaio 2023    | Nonthaburi Challenger I, Nonthaburi    | Cemento     | Dennis Novak         | 4–6, 4–6         |
| 6. | 23 aprile 2023    | Tallahassee Challenger, Tallahassee    | Terra verde | Zizou Bergs          | 5–7, 2–6         |

#### Doppio

##### Vittorie (2)
| Legenda tornei minori |
| Challenger (2)        |
| ITF (0)               |

| N. | Data            | Torneo                           | Superficie  | Compagno      | Avversari in finale                  | Punteggio           |
| 1. | 3 novembre 2018 | Canberra International, Canberra | Cemento     | Evan Hoit     | Jeremy Beale Thomas Fancutt          | 7–6(5), 5–7, [10–8] |
| 2. | 15 ottobre 2022 | Seoul Open Challenger, Seul      | Terra rossa | Kaichi Uchida | Chung Yun-seong Aleksandar Kovacevic | 6(2)–7, 7–5, [11–9] |

##### Finali perse (2)
| Legenda tornei minori |
| Challenger (1)        |
| ITF (1)               |

| N. | Data           | Torneo                        | Superficie | Compagno      | Avversari in finale              | Punteggio           |
| 1. | 30 aprile 2022 | Savannah Challenger, Savannah | Cemento    | Zhang Zhizhen | Ruben Gonzales Treat Conrad Huey | 6(2)–7, 7–5, [11–9] |